# Tonosí (distrito)
Tonosí é um distrito da província de Los Santos, Panamá. Possui uma área de 1.294,30 km² e uma população de 9.736 habitantes (censo 2000), perfazendo uma densidade demográfica de 7,52 hab./km². Sua capital é a cidade de Tonosí.